# Tischtennis-Rating
Das Tischtennis-Rating (kurz TTR) ist ein Ende 2010 veröffentlichtes Wertungssystem für die individuelle Spielstärke jedes deutschen aktiven Tischtennis-Spielers. Das System wurde grob nach dem Vorbild der im Schach genutzten Elo-Zahl entworfen. Die Wertung erfolgt übergreifend über alle Regionen, Altersstufen und Geschlechter, es gibt also nur eine TTR-Rangliste. Jeder Spieler besitzt zwei Wertungszahlen: den TTR-Wert und den davon abgeleiteten QTTR-Wert (Quartals-TTR-Wert).
Alle „offiziellen“ Tischtennis-Wettkämpfe in Deutschland sind TTR-relevant, d. h. wirken sich auf die TTR-Werte der teilnehmenden Spieler aus. Dazu zählen Punktspiele, Pokalspiele, Ranglistenturniere, Individualmeisterschaften, die meisten offenen Turniere und auch Auswahlspiele und internationale Wettkämpfe mit deutschen Spielern. Gewertet werden hierbei nur Einzelspiele; Doppel haben generell keinen Einfluss auf den TTR-Wert.
Nehmen Spieler an einer TTR-relevanten Veranstaltung teil, steigt oder sinkt ihr TTR-Wert abhängig von der Anzahl ihrer Spiele und Siege und der Gewinnwahrscheinlichkeit, die sich aus der TTR-Differenz zum jeweiligen Gegner errechnet.
Jeden Tag erfolgt automatisiert eine Aktualisierung der TTR-Werte, indem alle an diesem Tag neu im Portal click-TT eingetragenen Spielergebnisse chronologisch abgearbeitet werden. Die QTTR-Werte werden hingegen nur quartalsweise aktualisiert und sind die zu bestimmten Stichtagen (11.2., 11.5., 11.8. und 11.12.) „eingefrorenen“ TTR-Werte. Der QTTR-Wert wird für die Reihenfolge bei Mannschaftsaufstellungen und für die Klasseneinteilung bei manchen Turnieren herangezogen.

## Berechnung
Die Änderung des TTR-Werts eines Spielers erfolgt durch die Formel {\displaystyle \Delta TTR=(V-P)\cdot k}, wobei gilt:
- k = Änderungskonstante
- V = Anzahl der Siege
- P = Gewinnerwartung

### Änderungskonstante
Dies ist ein Faktor, der die Stärke der TTR-Änderungen skaliert. Pro Spiel kann der TTR-Wert maximal um die Änderungskonstante steigen oder fallen. Der Grundwert ist 16, wird aber in bestimmten Situationen erhöht, z. B. für Spieler unter einem bestimmten Alter oder wenn noch keine bzw. länger nicht mehr Spiele absolviert wurden.

### Gewinnerwartung
Dies ist die theoretische Wahrscheinlichkeit, mit der ein Spieler ein Spiel gegen einen bestimmten Gegner gewinnt. Die Gewinnerwartung wird gemäß dieser Formel berechnet: {\displaystyle P={1 \over {1+10^{{{\text{TTR}}_{\text{Gegner}}-{\text{TTR}}_{\text{Spieler}}} \over 150}}}}
Bei gleichen TTR-Werten ist die Gewinnerwartung 0,5, also 50 %. Hat ein Spieler mehr TTR, steigt dessen Gewinnerwartung, und die Gewinnerwartung des Gegners sinkt in gleichem Maße (die Summe beider Gewinnerwartungen ist immer 1). Bei großen TTR-Differenzen nähert sich die Gewinnerwartung asymptotisch der 0 bzw. 1 an.
Die Berechnung des neuen TTR-Werts für jeden Spieler wird immer im Block für eine Veranstaltung gemacht. Bestreitet ein Spieler z. B. 3 Spiele in einem Turnier, werden seine Gewinnerwartungen gegen die 3 Gegner aufaddiert. Verallgemeinert ergibt sich dann diese Formel, wobei N = Anzahl der Spiele: {\displaystyle {\text{TTR}}_{\text{neu}}={\text{TTR}}+\left(V-\sum _{i=1}^{N}{1 \over {1+10^{{{\text{TTR}}({\text{Gegner}}_{i})-{\text{TTR}}} \over 150}}}\right)\cdot k}
Da TTR-Werte nur ganzzahlig sein können, wird das Ergebnis schließlich gerundet.

### Beispiel
Petra spielt im Rahmen ihres Mannschaftspiels zwei Einzel. Sie hat aktuell einen TTR-Wert von 1270. Ihre Gegner haben TTR-Werte von 1254 und 1337, daraus ergeben sich die Gewinnerwartungen 0,561 und 0,263. Sie gewinnt ein Spiel davon (es ist egal welches). Die TTR-Änderung ergibt sich also zu {\displaystyle (1-(0.561+0.263))\cdot 16=+2.81}. Ihr neuer TTR-Wert beträgt somit 1273. Hätte sie beide Spiele gewonnen, stünde sie nun bei 1289; bei zwei Niederlagen wären es 1257.

## Sonstiges
Kinder und Anfänger starten üblicherweise mit einem TTR-Wert von unter 1000, während die besten Profispieler bei über 2600 stehen. Ab einem Unterschied von etwa 200 Punkten hat der schwächere Spieler in der Regel kaum noch eine Siegchance (4 % bei Differenz von 207).
Bei längerer Inaktivität eines Spielers (kein TTR-relevantes Spiel seit 24 Monaten) wird dessen TTR-Wert automatisch um 80 reduziert, um die fehlende Spielpraxis abzubilden. Bis 2021 war dies bereits nach 12 Monaten (und mit −40 Punkten) der Fall, die Zeitspanne wurde aber verlängert, weil wegen der Coronapandemie einige Zeit lang der Ligabetrieb zum Erliegen kam.